# Elizabeth Connell
Pour les articles homonymes, voir Connell.
Elizabeth Connell, née le 22 octobre 1946 et morte le 18 février 2012, est une soprano sud-africaine (après avoir été mezzo-soprano) qui a surtout fait carrière au Royaume-Uni et en Australie. Elle a été acclamée pour ses interprétations des grandes héroïnes de Strauss, de Verdi et de Wagner.

## Biographie
Elizabeth Connell est née à Port Elizabeth, en Afrique du Sud, en 1946. Elle a étudié à l'université du Witwatersrand à Johannesbourg et au London Opera Centre (en). Après avoir débuté au Festival lyrique de Wexford en 1972, elle chante dans Guerre et Paix de Prokofiev à l'inauguration de l'Opéra de Sydney en 1973 et va entretenir des relations privilégiées avec l'Opéra d'Australie jusqu'à la fin de sa carrière. Après une association de cinq ans avec l'English National Opera, elle a travaillé à la pige avec les grandes maisons d'opéra.
Connell s'est produite dans les maisons d'opéra de Londres, de Paris, de Vienne, de Berlin, de Munich, de Hambourg, de New York (Metropolitan Opera), de San Francisco, de Milan (La Scala), de Naples et de Genève, où elle a joué un répertoire étendu, ainsi qu'aux festivals de Bayreuth, de Salzbourg, d'Orange, de Vérone et de Glyndebourne. Elle a collaboré avec des chefs d'orchestre comme Claudio Abbado, Riccardo Muti, Giuseppe Sinopoli, Carlo Maria Giulini, Wolfgang Sawallisch, Sir Charles Mackerras, Sir Edward Downes, Sir Colin Davis, Lorin Maazel, James Levine, Seiji Ozawa et Sir Mark Elder.
En concert, Connell a interprété la Symphonie nº 9 et la Missa Solemnis de Beethoven et la Symphonie nº 8 de Mahler sous la baguette de chefs tels qu'Abbado, Giulini, Maazel, Sinopoli et Pierre Boulez. Elle a donné des récitals avec Geoffrey Parsons, Graham Johnson, Eugene Asti et Lamar Crowson (en) à Milan, à Genève, à Sydney, à Johannesbourg et au Wigmore Hall de Londres.
Ses engagements l'ont amenée à interpréter Kostelnička dans Jenůfa de Janáček, Ortrude dans Lohengrin de Wagner, la Norma de Bellini, Abigaille dans Nabucco de Verdi et Ariane dans Ariane à Naxos de Strauss pour l'Opéra d'Australie ; Ortrude, Leonore dans Fidelio de Beethoven et Isolde dans Tristan und Isolde de Wagner au Staatsoper Unter den Linden de Berlin ; Isolde à Hambourg, Senta dans Le Vaisseau fantôme de Wagner à Hambourg et à Berlin ; Elektra de Strauss à Berlin, à Madrid, à Bordeaux et à Montréal ; ainsi que la teinturière dans une nouvelle production de La Femme sans ombre de Strauss à l'Opéra de Francfort et au Deutsche Oper Berlin.
Elle a chanté Elektra à Las Palmas, Gertrude dans Hänsel und Gretel de Humperdinck pour le Royal Opera (avec télédiffusion mondiale et sortie sur DVD) et, en concert, Jenůfa avec les orchestres symphoniques de Londres et de la radio suédoise, sous la direction de Daniel Harding, et Fidelio avec le London Lyric Opera et l'Orchestre philharmonique royal.
En décembre 2008, Elizabeth Connell triomphe à la première de Turandot de Puccini au Covent Garden, opéra qu'elle va aussi chanter à Hambourg et pour l'Opéra d'Australie.
En mai et en juin 2010, elle chante dans une nouvelle production de Tristan und Isolde sous la direction de Jan Latham-König à l'Opéra d'État de Prague.
En 2010, elle interprète Elektra à Auckland et donne un récital en solo dans la salle de concert St John's, Smith Square de Londres.
En février 2011, elle retourne à Prague pour chanter Turandot. En avril 2011, elle devait chanter Lady Macbeth dans une nouvelle production de Macbeth pour l'Opéra d'Australie, mais elle doit se désister à la dernière minute à cause d'une urgence médicale.
En octobre 2011, Connell participe à un gala d'opéra au festival de Bad Urach, où elle chante des airs et des scènes des Joyeuses Commères de Windsor de Nicolai, ainsi que d'Otello et de Macbeth de Verdi.
En 2012, elle doit débuter en Ortrude à l'Opéra de Toulon dans une nouvelle production de Lohengrin et retourner à Melbourne pour y interpréter Turandot, mais son état de santé ne le lui permet pas.
Sa dernière prestation est un récital donné le 27 novembre 2011 à Hastings. Elizabeth Connell meurt du cancer à Londres le 18 février 2012 à 65 ans,.

## Enregistrements
Connell a participé à de nombreux enregistrements, dont ceux de Guillaume Tell de Rossini (Decca, Riccardo Chailly), de la Symphonie nº 8 de Mahler (EMI, Klaus Tennstedt), de la Symphonie nº 2 de Mendelssohn (DG, Abbado), des Stigmatisés de Franz Schreker (Decca, Lothar Zagrosek), de Poliuto de Donizetti, d'I due Foscari de Verdi (Philips, Lamberto Gardelli), des Gurre-Lieder de Schoenberg (Denon, Eliahu Inbal), de Lohengrin de Wagner (Philips/Friedrich) et de lieder de Schubert avec Graham Johnson pour l'édition complète de Hyperion Records consacrée à Schubert.
En 2008, deux parutions importantes sur CD s'ajoutent à sa discographie : son premier récital d'opéra, où elle a chanté de grandes scènes de Wagner et de Strauss sous la direction de Muhai Tang pour ABC Classics (en) ; et Owen Wingrave de Benjamin Britten, sous la direction de Richard Hickox. Elizabeth Connell a aussi enregistré des parties de The Song of Songs de Sir Granville Bantock sous la baguette de Vernon Handley pour Hyperion.